# Thyretes hippotes
Thyretes hippotes är en fjärilsart som beskrevs av Pieter Cramer 1780. Thyretes hippotes ingår i släktet Thyretes och familjen björnspinnare. Inga underarter finns listade i Catalogue of Life.